# Bistum Lạng Sơn und Cao Bằng
Das Bistum Lạng Sơn und Cao Bằng (lateinisch Dioecesis Langsonensis et Caobangensis, vietnamesisch Giáo phận Lạng Sơn và Cao Bằng) ist eine in Vietnam gelegene römisch-katholische Diözese mit Sitz in Lạng Sơn.

## Geschichte
Papst Pius X. gründete die Apostolische Präfektur Lạng Sơn und Cao Bằng am 31. Dezember 1913 aus Gebietsabtretungen des Apostolischen Vikariats Tonking.
Am 11. Juli 1939 wurde sie zum Apostolischen Vikariat mit der Apostolischen Konstitution Libenti animo erhoben. Mit der Apostolischen Konstitution Venerabilium Nostrorum wurde es am 24. November 1960 zum Bistum erhoben.

## Ordinarien

### Apostolische Präfekten von Lạng Sơn und Cao Bằng
- Bertrando Cothonay OP (1913–1924)
- Domenico Maria Maillet OP (31. März 1925–1930)
- Félix Hedde OP (20. November 1931 – 11. Juli 1939)

### Apostolische Vikare von Lạng Sơn und Cao Bằng
- Félix Hedde (11. Juli 1939 – 4. Mai 1960)
- Réginald-André-Paulin-Edmond Jacq OP (4. Mai 1960 – 24. November 1960)

### Bischöfe von Lạng Sơn und Cao Bằng
- Vincent de Paul Pham Van Du (24. November 1960 – 2. September 1998)
- Joseph Ngô Quang Kiệt (3. Juni 1999 – 19. Februar 2005, dann Erzbischof von Hà Nôi)
- Joseph Dang Duc Ngan (12. Oktober 2007 – 12. März 2016, dann Bischof von Đà Nẵng)
- Joseph Chau Ngoc Tri (seit 12. März 2016)